# جيمس إم. بريدلوف
جيمس إم. بريدلوف (بالإنجليزية: James M. Breedlove)‏ هو ضابط أمريكي، ولد في 8 سبتمبر 1922 في فرانكلين في الولايات المتحدة، وتوفي في 9 يناير 2016 في لوبوك في الولايات المتحدة.